# Eutelsat 7C
O Eutelsat 7C é um satélite de comunicação geoestacionário europeu construído pela Space Systems/Loral (SS/L) que está localizado na posição orbital de 7 graus de longitude leste e é operado pela Eutelsat. O satélite foi baseado na plataforma SSL-1300 e sua expectativa de vida útil é de 15 anos.

## História
A Space Systems/Loral (SS/L) anunciou em março de 2016, que havia sido selecionada para fornecer o satélite de comunicações exclusivo em banda Ku, o Eutelsat 7C.
O novo satélite foi posicionado juntamente com o Eutelsat 7B, liberando o Eutelsat 7A para ser movido para outra posição orbital. O satélite quase dobrou a capacidade ao longo da África subsaariana, de 22 para 42 transponders, que também abriu espaço para várias centenas de canais digitais adicionais para suportar o mercado de TV com rápida expansão na região. O Eutelsat 7C também é equipado com um feixe para proporcionar maior capacidade para serviços governamentais na Europa, no Oriente Médio e na Ásia Central, e um feixe que pode ser dirigido para cobrir qualquer região visível a partir da posição orbital de 7 graus de longitude leste.

## Lançamento
O satélite foi lançado com sucesso ao espaço em 20 de junho de 2019, às 21:43 UTC, por meio de um veículo Ariane 5 ECA, a partir do Centro Espacial de Kourou, na Guiana Francesa, juntamente com o satélite AT&T T-16.

## Capacidade e cobertura
O Eutelsat 7C está equipado com 44 transponders de banda Ku para fornecer serviços de comunicações via satélite para a África subsaariana, Europa, Oriente Médio e Ásia Central.